# Bổn Cách
Bổn Cách (tiếng Mãn: ᠪᡝᠨᡤᡝ, Möllendorff: benge, chữ Hán: 本格; 12 tháng 4 năm 1846 – 30 tháng 10 năm 1898), là một hoàng thân của nhà Thanh trong lịch sử Trung Quốc, người thừa kế 1 trong 12 tước vị Thiết mạo tử vương.

## Cuộc đời
Bổn Cách sinh vào giờ Dậu, ngày 17 tháng 3 (âm lịch) năm Đạo Quang thứ 26 (1846), trong gia tộc Ái Tân Giác La. Ông là con trai trưởng của Dự Thận Thân vương Nghĩa Đạo, mẹ ông là Trắc Phúc tấn Tần Giai thị (秦佳氏). Năm Đồng Trị nguyên niên (1762), ông được thưởng mũ mão Đầu phẩm (头品顶戴), tương đương Nhất phẩm. Tháng 8 năm thứ 7 (1868), cha ông qua đời, ông được thế tập tước vị Dự Thân vương đời thứ 12. Tháng 6 năm thứ 8 (1869), ông trở thành Tổng tộc trưởng của Chính Lam kỳ. Đến tháng 9 năm thứ 11 (1872), ông được ban thưởng mang Tam nhãn Hoa linh (戴三眼花翎).
Năm Quang Tự thứ 2 (1876), tháng 4, ông nhậm chức Nội đại thần (內大臣), quản lý sự vụ Giác La học (覺羅學) của Chính Bạch kỳ. Một năm sau (1877), Phu Quận vương Dịch Huệ qua đời, ông được lệnh đến Phu vương phủ tế lễ. Năm thứ 4 (1878), tháng 6, ông trở thành Đô thống Mông Cổ Tương Bạch kỳ. Tháng 8 cùng năm thay quyền Đô thống Mãn Châu Tương Bạch kỳ. Đến tháng 12 ông lại nhậm chức Chuyên thao Đại thần (專操大臣), thay quyền Đô thống Mông Cổ Chính Hồng kỳ. Tháng 2 năm sau (1879), ông lại được điều làm Đô thống Mông Cổ Tương Hoàng kỳ.
Năm thứ 6 (1880), tháng 6, ông nhận mệnh tra xét Nội thất thương Đại thần (內七倉大臣). Tháng 11 cùng năm, nhậm Tả dực Tra thành Đại thần (左翼查城大臣). Đến tháng 12 cùng năm, quản lý Tân Cựu Doanh phòng Đại thần (新舊營房大臣). Năm thứ 7 (1881), ông liên tiếp thay quyền Đô thống Mông Cổ Tương Bạch kỳ  và Đô thống Hán quân Tương Bạch kỳ. Tháng 4 năm sau (1882), ông thay quyền Đô thống Hán quân Tương Hoàng kỳ. Năm thứ 10 (1884), tháng 3, ông trở thành Tông Nhân phủ Tả tông chính (左宗正). Tháng 8 cùng năm ông được điều làm Đô thống Hán quân Chính Bạch kỳ. Năm thứ 11 (1885), tháng 3, ông thay quyền Đô thống Mông Cổ Chính Hồng kỳ. 1 năm sau (1886), ông liên tiếp thay quyền Đô thống Mông Cổ Tương Hoàng kỳ  và Tương Hoàng kỳ Lĩnh thị vệ Nội đại thần.
Năm thứ 13 (1887), tháng 4, ông được điều làm Đô thống Mãn Châu Tương Lam kỳ. Tháng 9 năm sau (1888), ông thay quyền Đô thống Hán quân Chính Lam kỳ. Năm thứ 15 (1889), tháng giêng, nhậm Duyệt binh Đại thần (閱兵大臣). Không lâu sau, ông tiếp tục thay quyền Đô thống Hán quân Chính Lam kỳ. Tháng 6, thụ Tổng lý Hành dinh sự vụ Đại thần (總理行營事務大臣). Cùng năm, ông chính thức nhậm Tương Hoàng kỳ Lĩnh thị vệ Nội đại thần. Cũng trong năm này, ông được ban thưởng Tứ đoàn Chính long Bổ phục (四团正龙补服). Năm thứ 16 (1890), tháng giêng, ông bị bệnh nên bị khai bỏ hết chức vị, được thưởng nửa bổng lộc. Năm thứ 24 (1898), ngày 16 tháng 9 (âm lịch), ông qua đời, thọ 54 tuổi, được truy thụy Dự Thành Thân vương (豫誠親王). Ông lúc sinh thời không có con, nên tước vị sẽ do Mậu Lâm – con trai thứ ba của Nhàn tản Tông thất Thịnh Chiếu (盛照) - cháu 3 đời của Dự Khác Thân vương Đức Chiêu thế tập.

## Gia quyến
- Đích Phúc tấn: Phí Mạc thị (費莫氏), con gái của Nhất đẳng Uy Cần hầu Văn Hậu (文厚).
- Con thừa tự: Mậu Lâm (懋林; 1892 - 1913) là con trai thứ ba của Nhàn tản Tông thất Thịnh Chiếu (盛照) – cháu 3 đời của Dự Khác Thân vương Đức Chiêu. Năm 1898 được cho làm con thừa tự và được thế tập tước vị Dự Thân vương. Sau khi qua đời được truy thụy Dự Mẫn Thân vương (豫敏親王). Có hai con trai.